# Anthracoceros
Anthracoceros é um gênero de aves da família Bucerotidae.
As seguintes espécies são reconhecidas:
- Calau-de-palawan, Anthracoceros marchei Oustalet, 1885
- Calau-oriental, Anthracoceros albirostris (Shaw, 1808)
- Calau-coroado-indiano, Anthracoceros coronatus (Boddaert, 1783)
- Calau-das-sulu, Anthracoceros montani (Oustalet, 1880)
- Calau-malaio, Anthracoceros malayanus (Raffles, 1822)